# Deon McCaulay
Deon McCaulay (Cidade do Belize, 20 de setembro de 1987), é um futebolista belizense que atua como atacante. Atualmente, joga pelo Georgia Revolution.

## Carreira
McCaulay jogou em Belize pelo Kremandala, FC Belize e Defence Force, na Costa Rica para Puntarenas, e em Honduras pelo Deportes Savio.
Em fevereiro de 2013, ele realizou um teste no Portland Timbers da Major League Soccer.

## Seleção
McCaulay fez sua estréia pela Seleção Belizenha de Futebol, em 2007. Ele era um membro da equipe nas eliminatórias para a Copa do Mundo de 2010 e 2014, e ele marcou o primeiro gol e primeiro hat-trick das Eliminatórias da Copa do Mundo FIFA de 2014. Ele é o maior artilheiro de todos os tempos da Seleção Belizenha,[carece de fontes?] com 13 gols em Eliminatórias de Copa do Mundo FIFA, bem como dois gols na Copa das Nações UNCAF de 2007 e um gol na Copa Centroamericana de 2013.